# Burlioncourt
Burlioncourt é uma comuna francesa na região administrativa de Grande Leste, no departamento de Mosela. Estende-se por uma área de 7,36 km². Em 2010 a comuna tinha 131 habitantes (densidade: 17,8 hab./km²).